# Коста Казале (Кампобасо)
Коста Казале је насеље у Италији у округу Кампобасо, региону Молизе.
Према процени из 2011. у насељу је живело 35 становника. Насеље се налази на надморској висини од 621 м.